# Thibaut Dapréla
Thibaut Dapréla (* 2. Februar 2001) ist ein französischer Mountainbiker, der sich auf die Disziplin Downhill spezialisiert hat.

## Sportlicher Werdegang
Als Junior dominierte Dapréla in den Jahren 2018 und 2019 den UCI-Mountainbike-Weltcup im Downhill: er gewann jeweils fünf Rennen und mit deutlichem Vorsprung die Weltcup-Gesamtwertung der Junioren. Zudem wurde er 2019 noch als Junior Französischer Meister in der Elite. 
Im Juli 2021 gewann er in Les Gets das erste Weltcup-Rennen seiner Karriere in der Elite. Nachdem er in den ersten vier Rennen der Saison immer unter die Top 3 fuhr, führte er die Gesamtwertung überlegen an. Durch einen Sturz im fünften Rennen der Saison in Snowshoe zog er sich eine Knöchelverletzung zu, so dass er im letzten Rennen noch durch Loïc Bruni überholt wurde.
In der Saison 2022 konnte er noch nicht vollständig an die Ergebnisse vor der Verletzung anknüpfen, nur das Rennen in Fort William beendete er als Zweiter auf dem Podium. In der Saison 2023 kehrte er zu alter Stärke zurück und gewann das Weltcup-Rennen in Vallnord, bevor er nach einem schweren Sturz in Loudenvielle erneut die Saison vorzeitig beenden musste.

## Erfolge
2018
- fünf Weltcup-Erfolge (Junioren) – Downhill
- Gesamtwertung UCI-MTB-Weltcup (Junioren) – Downhill

2019
- Französischer Meister – Downhill
- fünf Weltcup-Erfolge (Junioren) – Downhill
- Gesamtwertung UCI-MTB-Weltcup (Junioren) – Downhill

2021
- ein Weltcup-Erfolg – Downhill

2023
- ein Weltcup-Erfolg – Downhill